# Rzeki w Mjanmie
Poniższa tabela przedstawia zestawienie rzek Mjanmy uszeregowanych według malejącej długości. Wymienione zostały cieki o długości powyżej 300 km (z uwzględnieniem rozbieżności w źródłach informacji). Lista może być niekompletna.

## Rzeki w Mjanmie według długości
| Lp. | Nazwa rzeki    | Długość (w km)                            | Pow. dorzecza (w km²)                 | Zdjęcie | Źródło | Ujście                                                       | Średnia roczna zasobność wodna (w mln m³) | Dodatkowe informacje |
| --- | -------------- | ----------------------------------------- | ------------------------------------- | ------- | --- | ------------------------------------------------------------ | ----------------------------------------- | --- |
| 1   | Irawadi        | 2170 (2210, 2092)                         | 411 000 (430 000)                     |         | z połączenia Nmai Hka i Mali Hka ok. 50 km na północ od Myitkyiny, w stanie Kaczin; Nmai Hka bierze początek z lodowca Languela w Tybecie, przy granicy z Chinami | Morze Andamańskie, delta o pow. ok. 30 tys. km²              |                                           | przepływ – 13 000 m³/s; główne prawe dopływy: Mu Myit, Czinduin, lewe: Myitnge, Shweli; przepływa przez Mandalaj i Rangun |
| 2   | Saluin         | 1224 (długość tylko odcinka birmańskiego) | 158 000(część birmańska)              |         | góry Tanggula Shanmai na Wyżynie Tybetańskiej | Martaban, Morze Andamańskie, w Mulmejn                       |                                           | długość całkowita – ok. 2400 km (2980 km); przepływa także przez Chiny i Tajlandię; całkowita pow. dorzecza – 325 tys. km²; przepływ – 6700 m³/s; w dolnym biegu tworzy naturalną granicę między Mjanmą i Tajlandią o długości ok. 130 km; w Mulmejn tworzy małą, aluwialną deltę wraz z rzekami Gyaing i Ataran; żeglowna w dolnym biegu na odcinku mniejszym niż 160 km |
| 3   | Czinduin       | 840 (900)                                 | 115,300 (114 000)                     |         | sieć potoków źródłowych w górach Patkaj i Kumon Taung na granicy z Indiami                                                                                        | Irawadi w pobliżu Myingyan                                   |                                           | główny dopływ Irawadi; do Czinduin uchodzi Myittha Kyaung w Kalecie, jeden z jej głównych dopływów; żeglowna na odcinku dłuższym niż 640 km |
| 4   | Shweli         | 610                                       | 29 630                                |         | | Irawadi                                                      | 24 000                                    | Stanowi fragment granicy chińsko-birmańskiej |
| 5   | Myitnge        | 528                                       | 29 630                                |         | prowincja Junnan w Chinach | Irawadi                                                      | 24 000                                    | Przed ujściem do Irawadi rozdziela się na dwie odnogi, z których wschodnia zachowuje nazwę. Na wyspie uformowanej przez odnogi wzniesiona została dawna stolicy Mjanmy – Ava. |
| 6   | Sittaung Myit  | 420 (ok. 418, 320)                        | 48 100                                |         | na północny wschód od Yamethin, na skraju płaskowyżu Szan | Martaban, Morze Andamańskie                                  |                                           | żeglowna na odcinku 40 km w ciągu roku i 90 km w ciągu trzech miesięcy; wykorzystywana do transportu drewna na eksport |
| 7   | Myittha Kyaung | 351                                       | 24 030                                |         | | Czinduin w Kalewie                                           | 19 000                                    | |
| 8   | Mekong         | 350 (długość tylko odcinka birmańskiego)  | 28 600 (ok. 21 000) (część birmańska) |         | południowo-wschodnia część prowincji Qinghai w Chinach | Morze Południowochińskie                                     | ok. 457 000 (całkowita)                   | długość całkowita – 4350 km; 12. pod względem długości rzeka na świecie, 7. w Azji; całkowita powierzchnia dorzecza – 810 tys. km² (760 tys. km²; naturalna część granicy między Mjanmą i Laosem; przepływa także przez Chiny, Laos, Tajlandię, Kambodżę i Wietnam |
| 9   | Thaungyin Myit | 327                                       |                                       |         | dystrykt Phop Phra, prowincja Tak | Saluin w dystrykcie Sop Moei, w prowincji Mae Hong Son       |                                           | stanowi naturalny fragment granicy birmańsko-tajlandzkiej |
| 10  | Mali Hka       | ok. 320 (367)                             | 23 550                                |         | na północ od Putao w stanie Kaczin, w południowych Himalajach | Na północ od Myitkyiny łączy się z Nmai Hka, tworząc Irawadi | 57 400                                    | częściowo żeglowna |
| 11  | Mu Myit        | 275 (440)                                 | 18 840                                |         | | Irawadi na zachód od Sikongu                                 | 7200                                      | wykorzystywana do nawadniania obszarów uprawnych |